# پروسیاس یکم

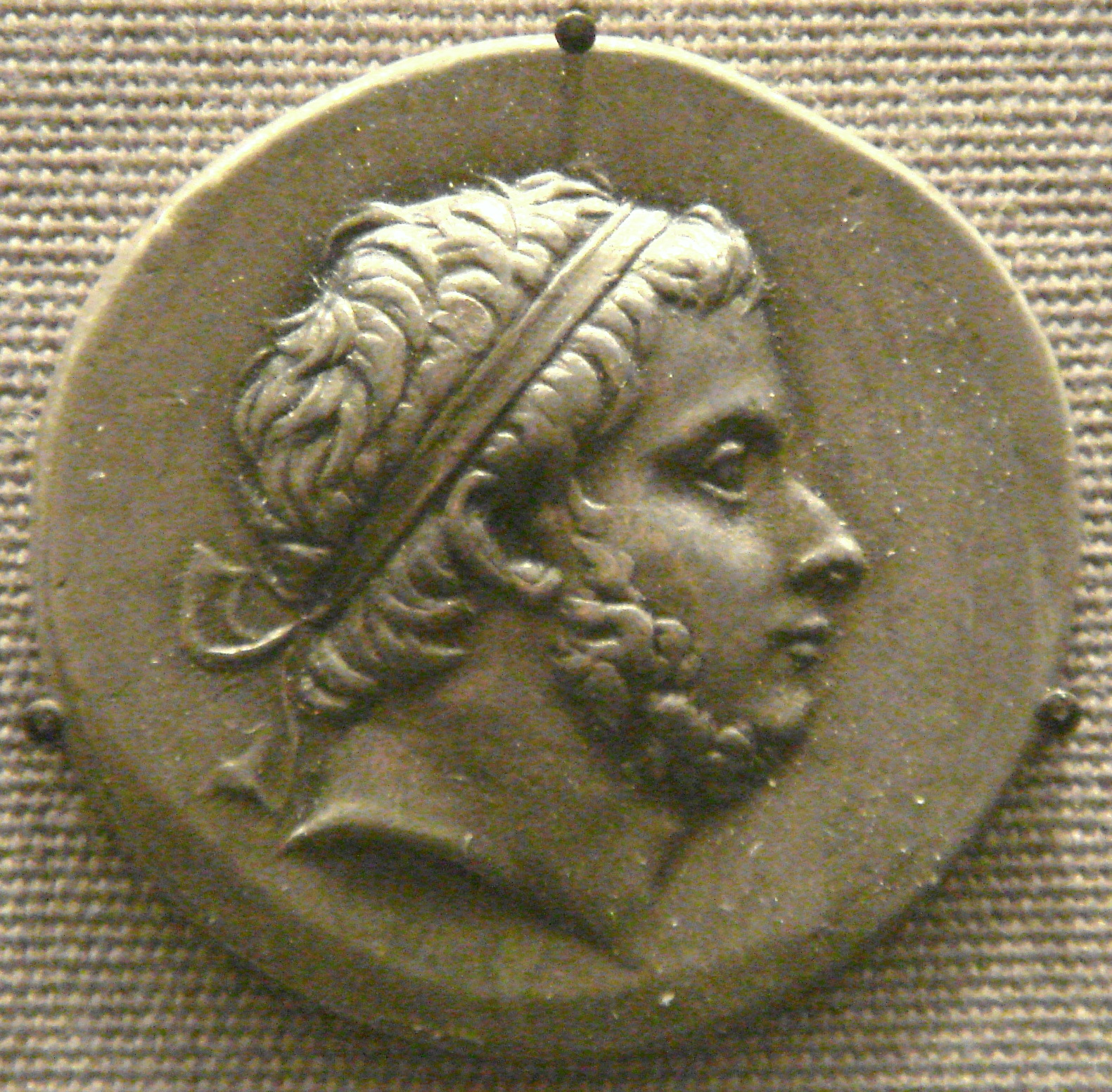
سکهٔ پروسیاس یکم

پروزیاس یکم (به فرانسوی: Prusias Ier) یا پروسیاسِ لَنگ (به یونانی: Προυσίας ὁ Χωλός) (پادشاهی از پیرامون ۲۲۸ پیش از میلاد تا ۱۸۲ پیش از میلاد) پادشاه بیتینی و پسر زیائلاس بود. او با دختر دمتریوس دوم مقدونی -اپامه سوم- ازدواجی با هدف عقد اتحاد به عمل آورده بود. 

## کارنامه
او در ۲۲۰ پیش از میلاد با بیزانتیوم جنگید. همچنین گل‌هایی را که نیکومدس یکم از تنگه بسفر فراخوانده‌بود شکست داد. در پی یک رشته جنگ‌ها با پرگامون، آتالوس یکم و هراکلیا پونتیکا در دریای سیاه، پروسیاس توانست قلمرو بیتینی را گسترش دهد. فیلیپ پنجم مقدونی شهرهای کیوس و آپامیا مورلیا را به او واگذار کرد. از دیگر رویدادهای پادشاهی او پناهنده شدن هانیبال بدو بود، گویا چون به خواست روم در اندیشه کشتن هانیبال افتاد، هانیبال با خوردن زهر دست به خودکشی زد. همچنین در خلال جنگ میان آنتیوخوس سوم با جمهوری روم، پروسیاس بی‌طرفی را برگزید. 
حاصل پیوند پروسیاس با اپامه سوم پسری بود به نام پروسیاس دوم که پس از او به پادشاهی رسید. نام شهر بورسا در ترکیه کنونی برگرفته از نام پروسیاس یکم می‌باشد.